# 世界の頭脳
『世界の頭脳』（せかいのずのう、World Brain）は、イギリスの作家ハーバート・ジョージ・ウェルズが1938年に著した書籍。

## 概要
ウェルズは『タイム・マシン』などの小説で名声を得たのち、戦争を根絶するために国際連盟の提唱などの社会活動をはじめた。1920-30年代に展開した新百科全書運動（New Encyclopaedism）もそのひとつであり、百科事典によって世界を知的に統合し、世界平和の基盤とすることを目的とした。本書には、この運動についてのウェルズの講演やエッセイが収められている。ウェルズの世界百科事典の構想は、インターネットやウィキペディアの原型ともいえる世界規模のネットワークや知識共有の提唱でもあった。

## 内容

### 世界百科事典の内容
- 各項目ごとに注意深く集められ、注意深く照合して調べられ、編集され、批判的に提出された抜粋、抜き書き、引用から成り立つ[4]。
- 全世界の独創的な思想家による訂正、敷衍、取り替えを受けてたえず成長し、変化する[5]。
- 著名な権威者の承認を得たものである[6]。
- 対立する陳述を併記し、批判的な検討のもとに置かれる。単なる事実と陳述の集まりとしてではなく、調整と判決の機関としても機能するかもしれない[7]。
- 性質上、リベラルと呼ばれるものでなければならない。狭溢なドグマと正しい批判のいずれも掲載される[8]。
- 当初は書籍での出版を予定しているが、やがてマイクロフィルムやプロジェクターの利用などに替わられる可能性がある[9]。

### 世界百科事典の運営
- 世界規模の恒久的な組織によって運営される。建物、スタッフを必要とする[10]。
- 世界百科事典を運営する組織は、物質的には集中化されず、知的に集中化され、網状組織の形式をとる。神経組織や知的コントロール組織のように拡がり、世界の知的な研究者を協力しあうよう統一する[11]。
- 知的な情報センターとしての貯蔵所となる。全世界の大学、研究機関、議論、調査、統計局とたえず連絡をとり、固有の理事会や職員、編集者や要約者を生み出す[12]。
- すべての大学と研究機関は必要な資料をたえず提供すべきである。その内容は、教育面での事実の検証と陳述の考査のための典拠となり、ジャーナリストや新聞にも影響を与える[13]。
- 多くの人々が懐疑主義と呼ぶ特色をもつ。狭隘な宣伝の侵害から守られなければならない。国家的な妄想、党派的な仮定に対して圧力をかける[14]。

ウェルズの運動には教育改革の提案も含まれていたため、当時は教育界から批判を受けた。また、運動の最中にはアメリカ合衆国を訪問し、フランクリン・ルーズベルト大統領と会見を行なった。これらについては追補に書かれている。

## 書誌情報
原書
- World Brain, H. G. Wells, Methuen & Co, London, 1938.

日本語訳
- 『世界の頭脳』　浜野輝訳、思索社、1987年。